# 폼 뒤셰스
폼 뒤셰스(프랑스어: pommes duchesse)는 프랑스의 대표적인 감자 요리로써 감자를 삶아 으깬 다음 후추, 달걀 노른자, 소금 등을 넣어 간을 한 후 짤주머니에 넣어 모양을 만든 후 달걀 노른자를 바르고 오븐에서 구워 색을 낸 프랑스의 대표적인 감자 요리다. 육류 요리나 가금요리에 주로 함께 나온다.

## 같이 보기
- 에스카르고